# Schleifmühlklamm
Die Schleifmühlklamm ist eine kurze Klamm, deren Ausgang am südwestlichen Ortsende von Unterammergau liegt.

## Geomorphologie
Die Klamm liegt am Fuße der Ammergauer Alpen. Sie wird von der Schleifmühlenlaine durchflossen, die von in den (Nord-)Ostflanken des Pürschling, des Teufelstättkopf und des Schartenköpfel entspringenden Bächen gespeist wird, oberhalb Unterammergaus die kurze Klamm schuf, westlich an Unterammergau vorbei nach Norden fließt und kurz danach in die Ammer mündet. Die Klamm ist ca. 500 Meter lang und weist einen Höhenunterschied von etwa 60 Metern auf. Der Bach bildet in der Klamm einige Gumpen und Wasserfälle.
Die Klamm ist vom Bayerischen Landesamt für Umwelt als Geotop 180A015 ausgewiesen. Siehe hierzu auch die Liste der Geotope im Landkreis Garmisch-Partenkirchen.

## Wirtschaftliche Bedeutung
Im unteren Teil der Klamm wurde seit dem 15. Jahrhundert bis ins 20. Jahrhundert hinein die Wasserkraft der Schleifmühlenlaine zum Antrieb von Mühlen genutzt, in denen Wetzsteine hergestellt wurden. Das Rohmaterial dafür war kieselsäurehaltiger Kalkstein, der in einige 100 Meter westlich der Klamm in der Ostflanke des Schartenköpfel gelegenen Steinbrüchen abgebaut wurde. Auch diese Wetzsteinbrüche sind heute als Geotop ausgezeichnet. Ein Wetzstein hat deshalb Eingang in Unterammergaus Gemeindewappen gefunden. Eine der Mühlen wurde restauriert und wird heute als Schleifmühle Unterammergau museal betrieben. Eine Gaststätte in der Nähe des talseitigen Ausgangs der Klamm betreibt ein kleines Museum zum Thema.

## Erschließung
Die Klamm kann auf einem gut ausgebauten und gesicherten Steig auch von Ungeübten einfach durchwandert werden. Der talseitige Einstieg liegt neben der Schleifmühlkapelle und nur 100 m entfernt vom Parkplatz im Zwickel Liftweg/Pürschlingstraße. Letztere geht in den Pürschlingweg (Forstweg) über, der östlich der Klamm und parallel zu ihr verläuft. Der Weg durch die Klamm ist am oberen und am unteren Ende an diesen Forstweg angebunden. Der Steig in der Klamm weist einige Brücken und metallene Stege auf. Im unteren Teil der Klamm sind die Gumpen den Wanderern zugänglich. Im Herbst 2021 war sie wegen Sturmschäden geschlossen, hat mittlerweile aber wieder geöffnet.